# 千光寺 (高山市)
千光寺（せんこうじ）は、岐阜県高山市丹生川町下保にある高野山真言宗の寺院である。山号は袈裟山。飛騨千光寺ともいう。
本尊は千手観世音菩薩。
両面宿儺像など、円空の手になる仏像が63体あり、円空仏の寺としても知られている。
飛騨三十三観音霊場第三十三札所。

## 沿革
伝承によれば、仁徳天皇65年（伝377年）、両面宿儺が開山したと伝えられる。両面宿儺とは、『日本書紀』に拠ると、飛騨国に現れ、民衆を苦しめていた異形の人であり、朝廷が差し向けた武将・武振熊命（たけふるくまのみこと）により退治されたとされている。頭の前後に顔が二つ付いており、腕が前後一対の四本、足も前後一対の四本あるといわれている。しかし、飛騨国、美濃国では両面宿儺は伝説的人物であり、洞窟から現れた際、「我は救世観音の使現なり。驚くこと無かれ。」と村人に伝えたという。
養老4年（720年）、泰澄により白山神社が開かれ、嘉祥3年（850年）頃、真如親王（弘法大師十大弟子の一人。俗名高岳親王。平城天皇第3皇子、嵯峨天皇皇太子）が開基する。
天文年間、兵火で焼失し、天文15年（1546年）に桜洞城（現在の下呂市萩原地域に存在した城）城主三木直頼により再建されるが、永禄7年（1564年）に武田信玄の飛騨攻めにより再度焼失する。天正16年（1588年）、高山城城主金森長近により再建される。
貞享2年（1685年）頃、円空が千光寺に滞在し、両面宿儺像などを彫ったという。

## 文化財

### 国の天然記念物
- 千光寺の五本杉[1]
1本の根元部分から5本の枝が分かれて生えており、樹齢約1200年、本尊千手観音とならび千光寺の信仰のシンボルとされ、7年毎の本尊の開帳法要の際、地上約10メートルにしめ縄がかけられる。

### 岐阜県指定重要文化財
- 木造円空作仏像千光寺[2]
- 木造円空作仏像群[3]
- 紙本著色円空画像[4]
- 紙本著色三木自綱像[5]
- 桜の襖絵[6]
- 龍絵天井[7]
- 女房奉書広橋大納言兼勝副翰速水安芸守書簡[8]
- 白紙墨書大般若経[9]
- 円空袈裟山百首[10]

## 交通アクセス
高山濃飛バスセンター（高山本線高山駅前）より濃飛バス、「平湯・新穂高線」平湯温泉、新穂高温泉行き「町方」バス停が最寄である。このバス停から4.5km。山腹に立地するため、最後の2㎞は山を登る形になる。
自動車・バスの場合は、五本杉、極楽門、大慈門の手前にそれぞれ駐車場がある。

## その他
- 円空仏は境内の円空仏寺宝館（冬期休館）で拝観できる。
- 秋〜春の時期になると庫裡の正面下方の平坦地に雲海の如き霧が発生する日があり、“千光寺の霧の海”として「飛騨八景」の一つとされている。
- 桜の名所である。

## 参考画像

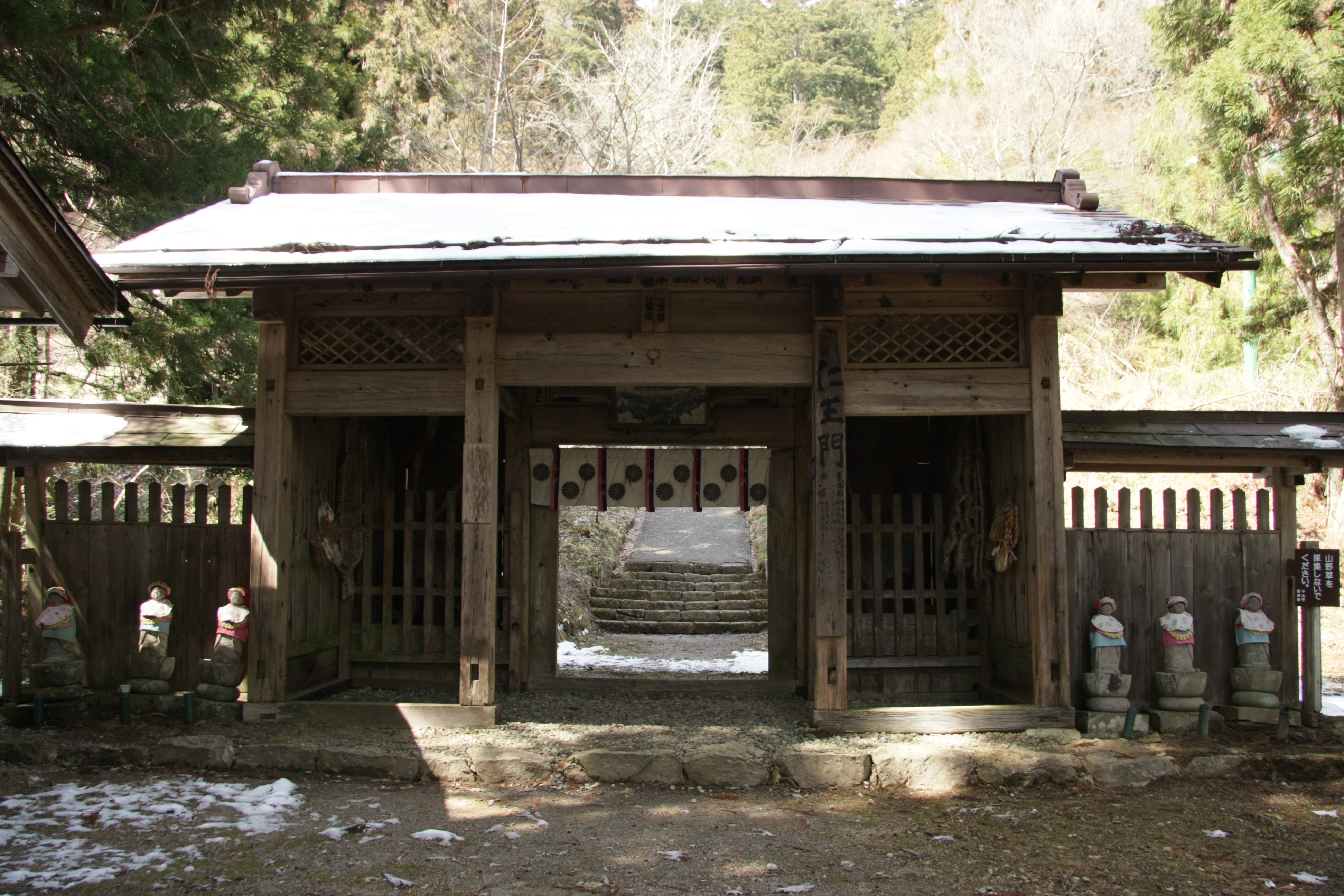
極楽門（仁王門）
十王堂
庫裡
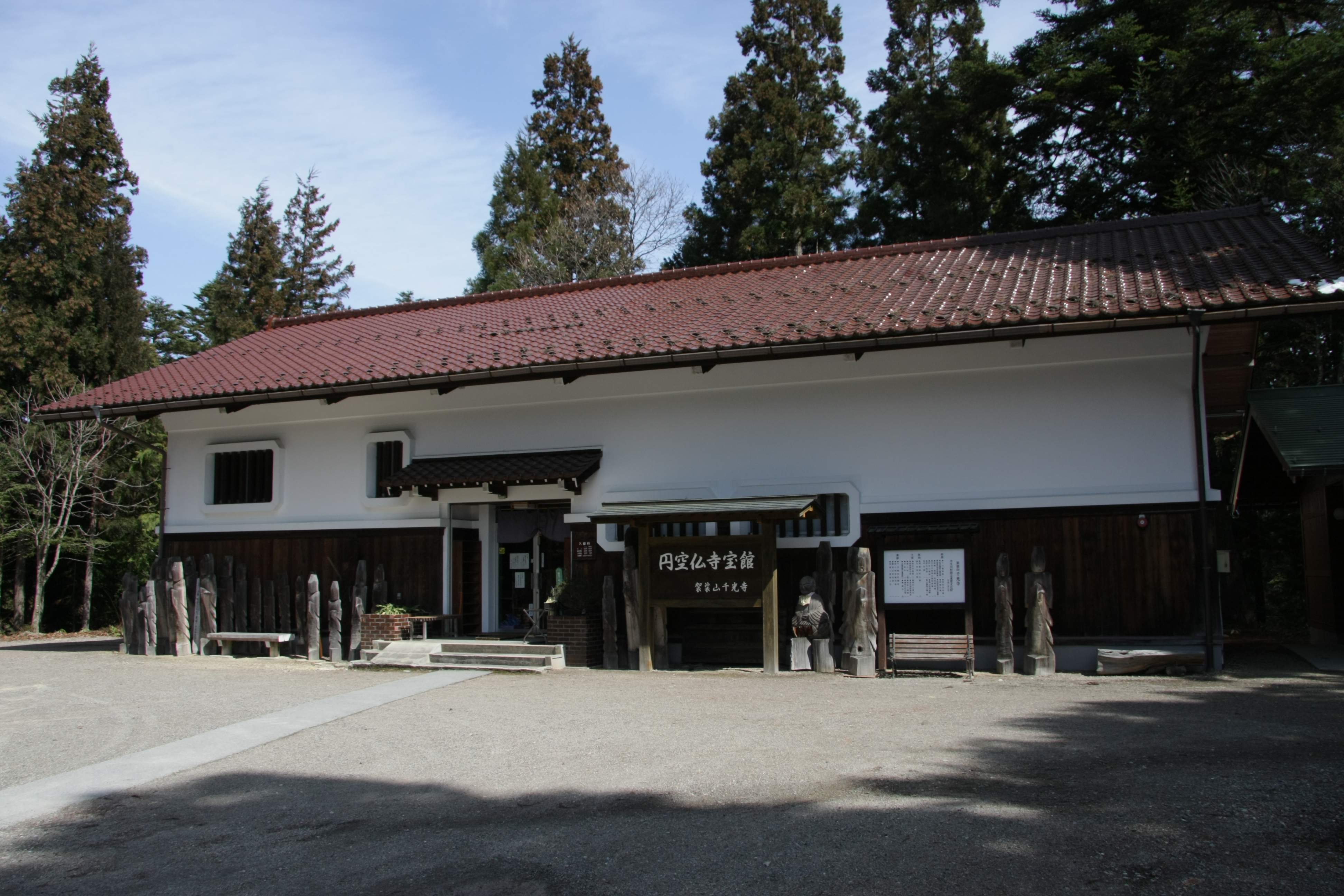
円空仏寺宝館